# Arturo Gutiérrez
Arturo Gutiérrez (ur. 3 maja 1973) – meksykański judoka. Olimpijczyk z Atlanty 1996, gdzie zajął 21. miejsce w kategorii 95 kg.
Zdobył złoty medal na mistrzostwach Ameryki Środkowej i Karaibów w 1997 i brązowy na mistrzostwach karaibskich w 1996 roku.

## Letnie Igrzyska Olimpijskie 1996
| Konkurencja    | Walki                | Klas. końcowa |
| Konkurencja    | 1/16                 | Miejsce       |
| -------------- | -------------------- | ------------- |
| waga półciężka | Keith Morgan (CAN) P | XXI           |